# Georges Dentu
Pour les articles homonymes, voir Dentu.
Georges Dentu est un homme politique français né le 10 octobre 1861 à Lisieux (Calvados) et décédé le 13 novembre 1950 à Vimoutiers (Orne)
Médecin de campagne, il est maire de Vimoutiers de 1908 à 1945. Conseiller général, il est président du conseil général de l'Orne de 1931 à 1940. Il est également sénateur de l'Orne de 1927 à 1940 et secrétaire du Sénat de 1936 à 1940. Le 10 juillet 1940, il ne prend pas part au vote sur les pleins pouvoirs au maréchal Pétain.

## Sources
- « Georges Dentu », dans le Dictionnaire des parlementaires français (1889-1940), sous la direction de Jean Jolly, PUF, 1960 [détail de l’édition]